# Děkanát Vyškov
Děkanát Vyškov je územní část olomoucké arcidiecéze. Tvoří ho 15 farností. Děkanem byl do léta 2015 P. ThLic. ICLic. František Cinciala, poté ho ve funkci vystřídal R. D. Mgr. Michal Pořízek, nový farář ve Vyškově. Místoděkanem je P. Mgr. Ing. Radomír Šidleja. V děkanátu působí šest diecézních kněží.

## Farnosti děkanátu
| \| Vyškov \| Topolany \| Vyškov-Dědice \| Rychtářov \| \| Kostel Nanebevzetí Panny Marie \| Kostel svatého Mikuláše \| Kostel Nejsvětější Trojice \| Kostel Nanebevzetí Panny Marie \| \| farář - R. D. Mgr. Michal Pořízek \| administrátor excurrendo - R. D. Mgr. Michal Pořízek \| administrátor excurrendo - R. D. Mgr. Michal Pořízek \| administrátor excurrendo - R. D. Mgr. Michal Pořízek \| \| \| \| \| \| \| Ivanovice na Hané \| Chvalkovice na Hané \| Orlovice \| \| \| Kostel svatého Ondřeje \| Kostel svatého Ferdinanda \| Kostel svatého Václava \| \| \| farář - R. D. Mgr. Jaroslav Špargl \| administrátor excurrendo - R. D. Mgr. Jaroslav Špargl \| administrátor excurrendo - R. D. Mgr. Jaroslav Špargl \| \| \| \| \| \| \| \| Pustiměř \| Drysice \| Podivice \| \| \| Kostel svatého Benedikta \| Kostel Narození Panny Marie \| Kostel svatého Cyrila a Metoděje \| \| \| farář - Beníček Josef, Dr. \| administrátor excurrendo - Beníček Josef, Dr. \| administrátor excurrendo - Beníček Josef, Dr. \| \| \| \| \| \| \| \| Švábenice \| Hoštice na Hané \| Moravské Prusy \| \| \| Kostel svatého Michala \| Kostel svatého Jana Křtitele \| Kostel svatého Jiří \| \| \| farář - Jonczyk Boguslaw, Mgr. \| administrátor excurrendo - Jonczyk B., Mgr. \| administrátor excurrendo - Jonczyk B., Mgr. \| \| \| \| \| \| \| \| Krásensko \| Studnice u Vyškova \| \| \| \| Kostel svatého Vavřince \| Kostel svatého Jiljí \| \| \| \| farář - Plodr Jan, Mgr. \| administrátor excurrendo - Plodr Jan, Mgr. \| \| \| \| \| \| \| \| |                                                       |                                                       |                                                      |
| Vyškov | Topolany                                              | Vyškov-Dědice                                         | Rychtářov                                            |
| Kostel Nanebevzetí Panny Marie | Kostel svatého Mikuláše                               | Kostel Nejsvětější Trojice                            | Kostel Nanebevzetí Panny Marie                       |
| farář - R. D. Mgr. Michal Pořízek | administrátor excurrendo - R. D. Mgr. Michal Pořízek  | administrátor excurrendo - R. D. Mgr. Michal Pořízek  | administrátor excurrendo - R. D. Mgr. Michal Pořízek |
| Kostel Nanebevzetí Panny Marie | Kostel svatého Mikuláše                               | Kostel Nejsvětější Trojice                            | Kostel Nanebevzetí Panny Marie                       |
| Ivanovice na Hané | Chvalkovice na Hané                                   | Orlovice                                              |                                                      |
| Kostel svatého Ondřeje | Kostel svatého Ferdinanda                             | Kostel svatého Václava                                |                                                      |
| farář - R. D. Mgr. Jaroslav Špargl | administrátor excurrendo - R. D. Mgr. Jaroslav Špargl | administrátor excurrendo - R. D. Mgr. Jaroslav Špargl |                                                      |
| Kostel svatého Ondřeje | Kostel svatého Ferdinanda                             | Kostel svatého Václava                                |                                                      |
| Pustiměř | Drysice                                               | Podivice                                              |                                                      |
| Kostel svatého Benedikta | Kostel Narození Panny Marie                           | Kostel svatého Cyrila a Metoděje                      |                                                      |
| farář - Beníček Josef, Dr. | administrátor excurrendo - Beníček Josef, Dr.         | administrátor excurrendo - Beníček Josef, Dr.         |                                                      |
| Kostel svatého Benedikta | Kostel Narození Panny Marie                           | Kostel svatého Cyrila a Metoděje                      |                                                      |
| Švábenice | Hoštice na Hané                                       | Moravské Prusy                                        |                                                      |
| Kostel svatého Michala | Kostel svatého Jana Křtitele                          | Kostel svatého Jiří                                   |                                                      |
| farář - Jonczyk Boguslaw, Mgr. | administrátor excurrendo - Jonczyk B., Mgr.           | administrátor excurrendo - Jonczyk B., Mgr.           |                                                      |
| Kostel svatého Michala | Kostel svatého Jana Křtitele                          | Kostel svatého Jiří                                   |                                                      |
| Krásensko | Studnice u Vyškova                                    |                                                       |                                                      |
| Kostel svatého Vavřince | Kostel svatého Jiljí                                  |                                                       |                                                      |
| farář - Plodr Jan, Mgr. | administrátor excurrendo - Plodr Jan, Mgr.            |                                                       |                                                      |
| Kostel svatého Vavřince | Kostel svatého Jiljí                                  |                                                       |                                                      |

Podle stránek arcidiecéze z 29. 9. 2015